# یواس‌اس وسترن اسپیریت (آی‌دی-۳۱۶۴)
یواس‌اس وسترن اسپیریت (آی‌دی-۳۱۶۴) (به انگلیسی: USS Western Spirit (ID-3164)) یک کشتی بود که طول آن ۴۲۳ فوت ۹ اینچ (۱۲۹٫۱۶ متر) بود. این کشتی در سال ۱۹۱۸ ساخته شد.